# Laophonte hirsutus
Laophonte hirsutus is een eenoogkreeftjessoort uit de familie van de Laophontidae. De wetenschappelijke naam van de soort is voor het eerst geldig gepubliceerd in 1979 door Pallares.